# Yōsuke Furukawa
Yōsuke Furukawa (in giapponese 古川 陽介?, Furukawa Yōsuke; Ōtsu, 16 luglio 2003) è un calciatore giapponese, centrocampista o attaccante del Darmstadt.

## Carriera
Ha giocato nel settore giovanile del Kyoto Sanga prima del periodo universitario alla Shizuoka Gakuen High School; il 16 ottobre 2021 ha firmato un contratto con il Júbilo Iwata ed il 2 marzo 2022 ha esordito nell'incontro di Coppa J.League perso 1-0 contro lo Shonan Bellmare. In poco tempo ha iniziato a ritagliarsi sempre più spazio diventando titolare a partire dal gennaio del 2023.
Il 6 settembre 2024 è stato ceduto in prestito al Górnik Zabrze nella prima divisione polacca, dove ha giocato 25 incontri fra campionato e coppa nazionale; il 19 giugno 2025 è passato a titolo definitivo al Darmstadt nella seconda divisione tedesca.

## Statistiche

### Presenze e reti nei club
Statistiche aggiornate al 4 agosto 2025.
| Stagione            | Squadra             | Campionato          | Campionato | Campionato | Coppe nazionali | Coppe nazionali | Coppe nazionali | Coppe continentali | Coppe continentali | Coppe continentali | Altre coppe | Altre coppe | Altre coppe | Totale | Totale | Totale |
| Stagione            | Squadra             | Comp                | Pres       | Reti       | Comp            | Pres            | Reti            | Comp               | Pres               | Reti               | Comp        | Pres        | Reti        | Pres   | Reti   |        |
| ------------------- | ------------------- | ------------------- | ---------- | ---------- | --------------- | --------------- | --------------- | ------------------ | ------------------ | ------------------ | ----------- | ----------- | ----------- | ------ | ------ | ------ |
| 2022                | Júbilo Iwata        | J1                  | 7          | 1          | CG+CdL          | 5+2             | 0+1             | -                  | -                  | -                  | -           | -           | -           | 14     | 2      |        |
| 2023                | Júbilo Iwata        | J2                  | 28         | 1          | CG+CdL          | 6+2             | 1+1             | -                  | -                  | -                  | -           | -           | -           | 36     | 3      |        |
| 2024                | Júbilo Iwata        | J1                  | 24         | 2          | CG+CdL          | 1+1             | 0               | -                  | -                  | -                  | -           | -           | -           | 26     | 2      |        |
| Totale Júbilo Iwata | Totale Júbilo Iwata | Totale Júbilo Iwata | 59         | 4          |                 | 17              | 3               |                    | -                  | -                  |             | -           | -           | 76     | 7      |        |
| 2024-2025           | Górnik Zabrze       | EK                  | 24         | 2          | CP              | 1               | 0               | -                  | -                  | -                  | -           | -           | -           | 25     | 2      |        |
| 2025-2026           | Darmstadt           | 2L                  | 0          | 0          | CG              | 0               | 0               | -                  | -                  | -                  | -           | -           | -           | 0      | 0      |        |
| Totale carriera     | Totale carriera     | Totale carriera     | 83         | 6          |                 | 18              | 3               |                    | -                  | -                  |             | -           | -           | 101    | 9      |        |